# Ebbe Preisler
Ebbe Preisler (født 3. september 1942, død 4. juni 2025) var en dansk filmformidler, forfatter, underviser og selvstændig filmproducent 1970-2017. Preisler stiftede i 1971 et produktionsfirma i eget navn, som over årene producerede en lang række kort-, dokumentar- og spillefilm. Herudover havde han flere fremtrædende poster i interesseorganisationer i filmbranchen.
Han voksede op i Virum og tog studentereksamen på Holte Gymnasium. Han tog også en læreruddannelse på seminariet i Hellerup. Han kom i en slags uofficiel mesterlære hos selskaberne Lanterna Film og Minerva Film. Efterfølgende grundlagde han i 1970 sit eget produktionsselskab efter en forretningsmodel, han selv kaldte 'Hvor svært kan det være?'.
Han grundlagde i 2001 kort-og dokumentarfilmbiografen MandagsDokumentar ved PH Cafeen på Halmtorvet i København – den eneste biograf af sin art i Danmark.

## Privatliv
Den 30. december 2023 blev Ebbe Preisler fremstillet i grundlovsforhør ved Københavns Byret. Her blev han varetægtsfængslet i 11 dage frem til den 10. januar 2024. Han var sigtet for at have dræbt sin et år yngre hustru, Mariann Preisler, med en overdosis metadon. Han forsøgte tilsyneladende at begå selvmord efter at han – efter eget udsagn og ifølge politiet – gav sin hustru en overdosis medicin, men han overlevede. Han blev løsladt den 12. januar 2024.
Den 4. juni 2025 valgte Preisler ifølge familien at tage sit eget liv.